# List (Familienname)
List  ist ein häufiger deutscher Familienname.

## Namensträger

### A
- Adam List (1776–1827), ungarischer Beamter und Musiker, Vater von Franz Liszt
- Adele List (1893–1983), österreichische Modeschöpferin
- Adolph List (Fabrikant) (1823–1885), deutscher Techniker und Fabrikant
- Adolph Moritz List (1861–1938), deutscher Chemiker
- Albrecht List (1890–1914), deutscher Historiker
- Andreas List (1904–1956), deutscher Verwaltungsjurist
- Anna List (1868–1948), deutsche Malerin
- August List (1824–1890), deutscher Kaufmann und Politiker, MdR

### B
- Benjamin List (* 1968), deutscher Chemiker und Nobelpreisträger
- Bernd List (* 1971), deutscher Snowboarder
- Berndt List (1944–2018), deutscher Schriftsteller

### C
- Carl List (Unternehmer) (1880–1959), deutscher Unternehmer und Bankkaufmann in Südwestafrika
- Carl Felix List (1902–1968), deutscher Neurochirurg
- Caroline List (* 1964), Präsidentin des Landesgerichts für Strafsachen Graz
- Christian List (* 1973), deutscher Philosoph und Hochschullehrer
- Claudia List (* 1945), deutsche Kunsthistorikerin

### D
- Daniela List (* 1968), österreichische Politikerin (ÖVP)
- David List (* 1999), deutscher Mountainbiker

### E
- Elisabeth List (1946–2019), österreichische Philosophin
- Ellen List (1898–nach 1969), deutsche Schriftstellerin
- Emanuel List (1888–1967), österreichisch-US-amerikanischer Sänger (Bass)
- Emil List (1856–nach 1914), österreichischer Feldmarschallleutnant
- Ernst List (* 1959), deutscher Fußballspieler
- Eugene List (1918–1985), US-amerikanischer Pianist und Musikpädagoge

### F
- Felix List (1824–1892), deutscher Buchhändler und Unternehmensgründer
- Franz List (Politiker) (1856–1920), österreichischer Landwirt und Politiker (Deutsche Vereinigung)
- Franz List (Maschinenbauer) (1878–1946), österreichischer Maschinenbauer und Hochschullehrer
- Franz List (Maler) (1898–1986), deutsch-dänischer Maler
- Franz List (Unternehmer) (1947–2024), österreichischer Flugzeugausstatter, zuletzt Aufsichtsrat des Unternehmens F/List
- Friedrich List (1789–1846), deutscher Wirtschaftstheoretiker, Eisenbahnpionier und Diplomat
- Friedrich List (Politiker) (1869–1940), deutscher Jurist und Politiker (NLP), MdR
- Friedrich List (Jurist) (1887–1965), deutscher Jurist und Bibliothekar

### G
- Garrett List (1943–2019), US-amerikanischer Posaunist und Komponist
- Georg List (1532–1596), lutherischer Theologe, siehe Georg Lysthenius
- Georg List (Unternehmer) (* 1967), deutsch-österreichischer Unternehmer und Investor
- Gudula List (* 1938), Psychologin und Hochschullehrerin
- Guido von List (1848–1919), deutscher Schriftsteller
- Gustav List (1835–1913), deutsch-russischer Unternehmer

### H
- Hans List (Architekt) (1880–1941), deutscher Architekt
- Hans List (1896–1996), österreichischer Unternehmer
- Hans List (Maler) (1902–1977), deutscher Maler
- Heinrich List (Landwirt) (1882–1942), deutscher Landwirt, Gerechter unter den Völkern
- Heinrich List (Richter) (1915–2018), deutscher Jurist und Richter
- Heinrich Philipp List (1906–1942), deutscher Widerstandskämpfer gegen den Nationalsozialismus
- Hertha Schwanhilde von Gumppenberg-List (1897–1954), deutsche Grafikerin und Illustratorin
- Helmut List (* 1941), österreichischer Ingenieur und Unternehmer
- Herbert List (1903–1975), deutscher Fotograf
- Hermann List (1904–1987), deutscher Journalist und Schriftsteller
- Horst Friedrich List (1924–1976), deutscher Schriftsteller

### I
- Inge List (1916–2003), österreichische Schauspielerin
- Irmentrud List-Gersheim (1904–1984), österreichische Malerin

### J
- Jacob Alfred List (1780–1848), Buchhändler und Verleger in Berlin
- Johann Friedrich List (1787–1868), deutscher Verwaltungsjurist
- John List (Massenmörder) (1925–2008), US-amerikanischer Massenmörder
- John List (Ökonom) (* 1968), US-amerikanischer Ökonom
- Julius List (1864–1914), deutscher Offizier
- Jürgen van der List (* 1943), deutscher Ingenieur, Hochschullehrer und Hochschulrektor

### K
- Karl List (1854–1939), österreichischer Gastwirt und Politiker (CSP)
- Karl List (Journalist) (1902–1971), deutscher Musikjournalist und Komponist
- Karl Wilhelm List (1872–1947), Präsident der Eisenbahndirektionen Augsburg und München
- Kurt List (Komponist) (1913–1970), österreichischer Dirigent, Komponist und Musikjournalist (1938 Emigration)
- Kurt List (* 1954), österreichischer Politiker (FPÖ, BZÖ)

### L
- Liesbeth List (1941–2020), niederländische Sängerin

### M
- Manfred List (* 1936), deutscher Politiker
- Marie List (1881–1965), deutsche Landwirtin und Gerechte unter den Völkern
- Marietheres List (1946–2018), deutsche Theaterwissenschaftlerin und Intendantin
- Martha List (1908–1992), deutsche Wissenschaftshistorikerin
- Martina List (* 1958), österreichische Kostümbildnerin
- Maximilian List (1910–nach 1980), deutscher Architekt und SS-Hauptsturmführer

### N
- Niki List (1956–2009), österreichischer Regisseur
- Nikol List (1656–1699), deutscher Räuberhauptmann
- Nis-Edwin List-Petersen (* 1947), dänischer Geistlicher, Religionspädagoge, Bibliothekar, Musiker und Autor
- Nikolaus List (* 1965), deutscher Künstler

### P
- Paul List (1869–1929), deutscher Verleger
- Peter List (* 1961), deutscher Architekt und Lichtdesigner
- Peyton List (Schauspielerin, 1986) (* 1986), US-amerikanische Schauspielerin
- Peyton List (Schauspielerin, 1998) (* 1998), US-amerikanische Schauspielerin

### R
- Ralf List (* 1963), deutscher Filmregisseur und Autor
- Richard Mayer-List (1898–1966), deutscher Mediziner, Chefarzt des Paulinenhospitals in Stuttgart
- Robert List (* 1936), US-amerikanischer Politiker
- Rudolf List (1901–1979), österreichischer Schriftsteller und Journalist
- Rudolf Mayer-List (1869–1955), deutscher Internist, Direktor an der Evangelischen Diakonissenanstalt Stuttgart

### S
- Sylvia List (* 1941), deutsche literarische Übersetzerin

### T
- Theodor List (1812–1887), hessischer Fabrikant und Politiker (NLP); Abgeordneter der 2. Kammer der Landstände des Großherzogtums Hessen
- Theodor List (Zoologe) (1871–1960), deutscher Zoologe und Hochschullehrer

### W
- Walter List (1898–1987), deutscher Politiker (SPD)
- Werner List (Unternehmer) (1921–2002), namibischer Unternehmer
- Werner List (Mediziner) (Werner F. List; 1933–2022), österreichischer Anästhesist
- Wilhelm List (Maler) (1864–1918), österreichischer Maler
- Wilhelm List (1880–1971), deutscher Generalfeldmarschall
- Wilhelm List-Diehl (1915–1992), deutscher Theaterintendant
- Wolf List (* 1955), deutscher Schauspieler
- Wolfgang List (1935–1995), deutscher Politiker